# Sphaerophoria
Sphaerophoria  es un gènere de dípters pertanyent a la família dels sírfids. Generalment habiten a prats secs, també al voltant de camins boscosos o pantans. Les larves s'alimenten d'àfids, mentre que els adults ho fan de nèctar i pol·len i poden actuar com a pol·linitzadors.
Existeixen dos grups principals que es diferències en la franja lateral de l'escutel finalitza a la sutura transversal (S. novaeangliae, S. contigua, S. sulphuripes i S. pyrrhina) i aquelles amb una franja tènue o forta que s'estén per la sutura (S. scripta, S. philanthus, S. brevipilosa, S. longipilosa, S. cranbrookensis, S. asymmetrica, S. weemsi, S. bifurcata i S. abbreviata). Les primeres solen ser trets taxonòmics per a espècies d'ambdós sexes (encara que no es pot distingir en mascles deS. sulphuripes i S. pyrrhina). En general, aquestes últimes són impossibles de distingir a partir de fotografies amb l'excepció del mascle de S. scripta (que només es troba a Groenlàndia) i les femelles de S. scripta, S. philanthus, S. cranbrookensis i S. bifurcata. Segons la taxonomia de Vockeroth, les femelles de diverses espècies de l'últim grup es desvinculen i només es poden distingir quan s'uneixen en còpula a un mascle perquè després es desprenen dels genitals.

## Taxonomia
Algunes fonts citen Loveridgeana com a subgènere d'aquest.